# Nowocześni Chrześcijańscy Demokraci
Nowocześni Chrześcijańscy Demokraci (lit. Modernieji krikščionys demokratai, MKD) – litewska chadecka partia polityczna, działająca w latach 1998–2003.
Ugrupowanie zostało założone  w 1998 przez grupę działaczy wywodzących się z Litewskiej Partii Chrześcijańsko-Demokratycznej. Wkrótce w Sejmie powstała nowa frakcja, licząca pod koniec kadencji 1996–2000 czterech posłów.
W wyborach parlamentarnych w 2000 MKD wystawili swoich kandydatów wyłącznie w okręgach jednomandatowych, kierujący partią Vytautas Bogušis dodatkowo wystartował z listy krajowej Litewskiego Związku Centrum. Spośród nich jedyny mandat poselski uzyskał Algis Kašėta w rejonie orańskim.
W 2003 MKD wraz z LCS i Litewskim Związkiem Liberałów utworzyli nowe ugrupowanie pod nazwą Związek Liberałów i Centrum.